# Enllaç penjant

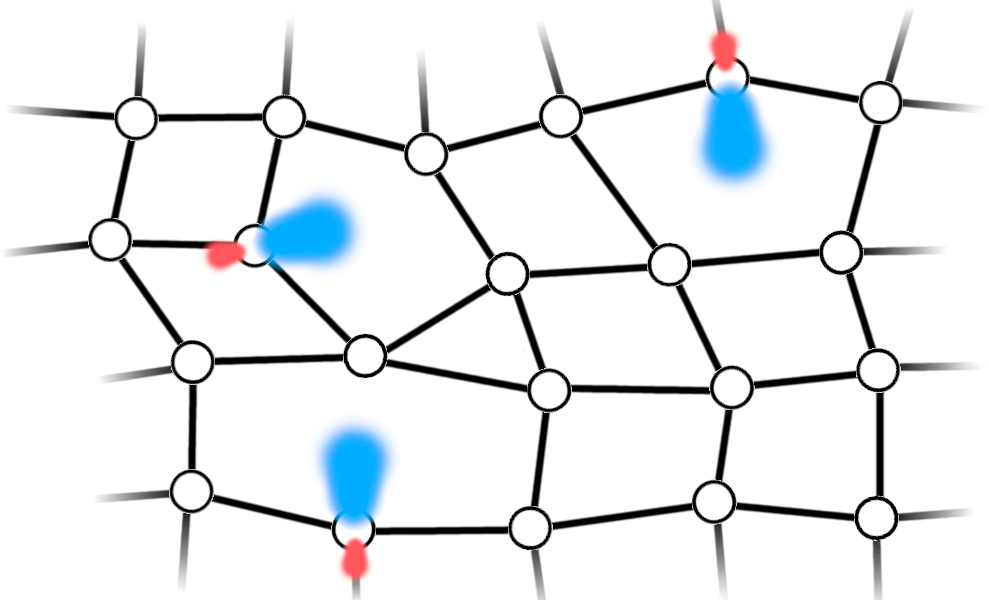
Una il·lustració esquemàtica d'enllaços penjants en silici amorf. Els enllaços penjants es representen com a orbitals sp^{3} híbrids blau-vermell.

En química, un enllaç penjant és una valència insatisfet en un àtom immobilitzat. Un àtom amb un enllaç penjant també es coneix com a radical lliure immobilitzat o radical immobilitzat, una referència a la seva similitud estructural i química amb un radical lliure.
Quan es parla d'un enllaç penjant, en general es fa referència a l'estat descrit anteriorment, que conté un electró i, per tant, condueix a un àtom amb càrrega neutra. També hi ha defectes d'enllaç penjant que contenen dos o cap electron. Aquests estan carregats negativament i positivament respectivament. Els enllaços penjants amb dos electrons tenen una energia propera a la banda de valència del material i els que no tenen cap tenen una energia més propera a la banda de conducció.

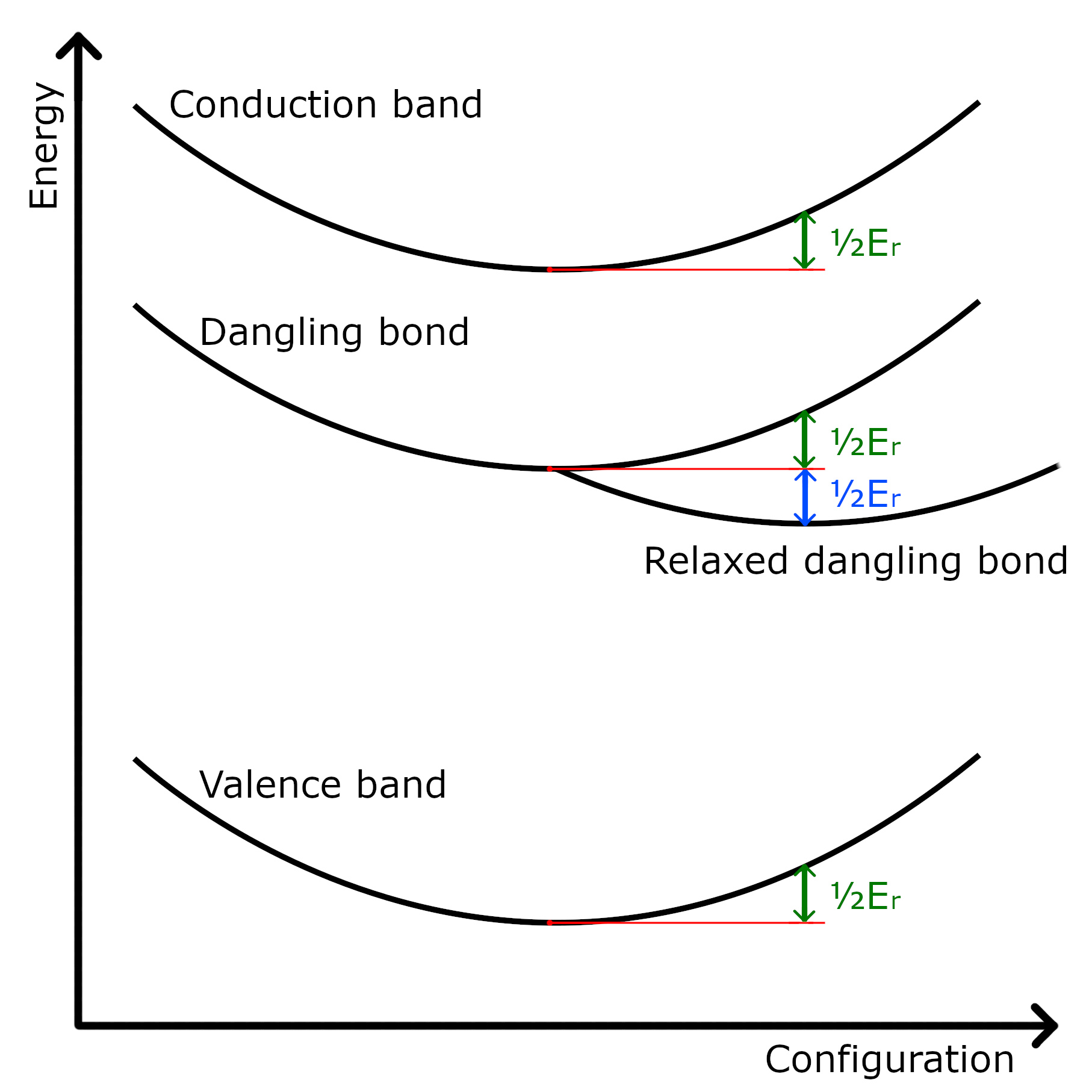
Un diagrama de coordenades de configuració de la banda de valència, la banda de conducció i la banda d'energia d'enllaç penjant en silici. Les fletxes indiquen les energies de relaxació.

## Propietats
Per tal d'aconseguir prou electrons per omplir les seves capes de valència (vegeu també la regla de l'octet), molts àtoms formaran enllaços covalents amb altres àtoms. En el cas més simple, el d'un enllaç únic, dos àtoms contribueixen cadascun amb un electró no aparellat, i el parell d'electrons resultant es comparteix entre ells. Els àtoms que tenen massa pocs socis d'enllaç per satisfer les seves valències i que posseeixen electrons no aparellats s'anomenen "radicals lliures"; així, sovint, les molècules que contenen aquests àtoms. Quan un radical lliure existeix en un entorn immobilitzat (per exemple, un sòlid), es coneix com a "radical lliure immobilitzat" o "enllaç penjant". Un enllaç penjant en silici cristal·lí (a granel) sovint es representa com un únic orbital híbrid sp3 no lligat a l'àtom de silici, amb els altres tres orbitals sp 3 mirant lluny de l'orbital no lligat. En realitat, l'orbital no lligat de l'enllaç penjant es descriu millor tenint més de la meitat de la funció d'ona de l'enllaç penjant localitzada al nucli de silici, amb densitat d'electrons deslocalitzada al voltant dels tres orbitals d'enllaç, comparable a un orbital p amb més electrons. densitat localitzada al nucli de silici. Els tres enllaços restants tendeixen a canviar a una configuració més plana. També s'ha trobat en experiments que els espectres de ressonància paramagnètica electrònica (EPR) de silici hidrogenat amorf (a-Si:H) no difereixen significativament de l'homòleg deuterat, a-Si:D, cosa que suggereix que gairebé no hi ha cap enllaç posterior al silici de l'hidrogen en un enllaç penjant. També semblava que els enllaços Si-Si i Si-H són aproximadament igual de forts.

### En semiconductors
Alguns al·lòtrops de silici, com el silici amorf, mostren una alta concentració d'enllaços penjants. A més de ser d'interès fonamental, aquests enllaços penjants són importants en el funcionament modern dels dispositius semiconductors. L'hidrogen introduït al silici durant el procés de síntesi és ben conegut per saturar la majoria dels enllaços penjants, igual que altres elements com l'oxigen, fent que el material sigui adequat per a aplicacions (vegeu dispositius semiconductors).
Els estats d'enllaç penjant tenen funcions d'ona que s'estenen més enllà de la superfície i poden ocupar estats per sobre de la banda de valència. La diferència resultant en la superfície i el nivell de Fermi a granel provoca la flexió de la banda superficial i l'abundància d'estats de superfície fixa el nivell de Fermi.
Per al semiconductor compost GaAs, s'observa un aparellament d'electrons més fort a la superfície, donant lloc a orbitals gairebé plens d'arsènic i orbitals gairebé buits per al gal·li. En conseqüència, la densitat d'enllaç penjant a la superfície és molt menor i no es produeix cap fixació a nivell de Fermi.
En els semiconductors dopats, les propietats de la superfície encara depenen dels enllaços penjants, ja que es produeixen en una densitat numèrica d'uns 1013 per centímetre quadrat, en comparació amb els electrons dopants o forats amb una densitat numèrica de 1014 a 1018 per centímetre cúbic que són per tant, molt menys abundant a la superfície del material.